# Llanocetus
Llanocetus denticrenatus
Genre
Espèce
Llanocetus est un genre éteint de « Vraies baleines » (baleines à fanons), un mysticète primitif à dents ayant vécu en Antarctique au cours de l'Éocène supérieur (Priabonien), il y a environ entre 35 et 34 Ma (millions d'années). C'est le plus ancien des mysticètes après Mystacodon selenensis.
Ses restes fossiles ont été découverts dans l'île Seymour, une île située au large de la péninsule Antarctique, dans la formation géologique de La Meseta, dans un environnement de dépôt de type lagunaire.
Une seule espèce, Llanocetus denticrenatus, est rattachée au genre. Elle a été décrite en 1989 par le mammalogiste marin et paléontologue américain Edward Dick Mitchell (d) (1939-2019) qui a également créé à cette occasion la famille, alors monotypique, des Llanocetidae et le genre Llanocetus.

## Étymologie
Le nom de genre Llanocetus rend hommage au biologiste américain George A. Llano auquel est adjoint le mot du grec ancien « Kếtos » (« cetus » en latin) qui signifie « cétacé ».

## Description
Mitchell en 1989 décrit Llanocetus comme une baleine de taille moyenne, mais apparaissant comme une géante parmi les mysticètes primitifs, avec une taille d'environ 8 mètres de long ; elle partageait selon lui les traits des archéocètes et ceux des mysticètes. Llanocetus portait un grand rostre plat, avec une denture hétérodonte de dents de petite taille séparées par de très larges diastèmes. Les dents des joues ont deux racines et portent des denticules. La présence de nombreux sillons autour des alvéoles prouve que le palais autour des dents était fortement irrigué en sang, indiquant des gencives bien développées, mais pas de fanons (alors que ces sillons sont généralement corrélés avec l'existence de fanons). Cette découverte suggère que les grandes gencives de mysticètes primitifs comme Llanocetus se seraient complexifiées et transformées au cours de l'évolution en fanons.
En 2018, Robert Ewan Fordyce (d) et Felix Georg Marx (d) décrivent un nouveau fossile, un crâne presque complet.

## Paléobiologie
Mitchell a interprété Llanocetus comme un mysticète basal, une forme intermédiaire entre les baleines à dents et les baleines à fanons, qui filtrait l'eau de mer pour se nourrir probablement d'euphausiacés ou d'autres petits animaux similaires (microphagie suspensivore).
Fordyce et Marx en 2018 concluent au contraire que Llanocetus et les mysticètes primitifs n'étaient pas des microphages suspensivores, c'est-à-dire des animaux filtrant l'eau de mer pour se nourrir de petits organismes, mais des prédateurs qui pouvaient à la fois capturer leurs proies avec leurs dents et/ou les aspirer grâce à leurs gencives développées.
Ils montrent que les baleines à fanons primitives sont devenues géantes bien avant l'émergence d'une alimentation par filtration. Ce scénario évolutif diffère de façon notable de celui proposé pour les odontocètes, dont la principale adaptation - l'écholocation - était présente même chez leurs premiers représentants. 

## Classification
L'analyse phylogénétique conduite par Fordyce et Marx en 2018, regroupe en groupe frère Llanocetus avec le plus ancien mysticète, Mystacodon au sein de la famille des Llanocetidae. Ils incluent dans cette famille un autre mysticète non nommé de l'Oligocène de Nouvelle-Zélande. Ces formes primitives sont toutefois plus évoluées qu'un autre mysticète basal à dents : Coronodon de l'Oligocène de Caroline du Sud.

## Publication originale
- (en) Edward D. Mitchell, « A New Cetacean from the Late Eocene La Meseta Formation Seymour Island, Antarctic Peninsula », Journal canadien des sciences halieutiques et aquatiques, vol. 46, no 12,‎ décembre 1989, p. 2219-2235 (ISSN 0706-652X et 1205-7533, DOI 10.1139/F89-273).